# Kaka Point
Kaka Point est une petite localité de l’angle Nord des Catlins, une zone de la partie tout à fait sud de l’Île du Sud de la Nouvelle-Zélande.

## Situation
Elle est localisée à 14 km au sud de la ville de Balclutha et à 8 km au nord du promontoire de Nugget Point.

## Population
La population présente une fluctuation saisonnière  et il y a un certain nombre de  cribs (maisons de vacances) dans le village.
On compte une population permanente d’environ 100 habitants.
Le résident le plus connu du village fut le poète Māori: Hone Tuwhare, qui vécut à ‘Kaka Point’ pendant de nombreuses années jusqu’à sa mort en 2008.

## Toponymie
Kaka Point est dénommé d’après l’oiseau kākā de Nouvelle-Zélande, dont la signature vocale est  "ka-aa."

## Loisirs
Dans le village, il y a un restaurant, un motel, un ‘bed and breakfasts’ et un terrain de camping 